# Zimski san
Zimski san ili hibernacija (od lat. hibernare: zimovati, prezimiti) biološka je pojava, odnosno stanje slično snu u koje zapadaju određene endotermne ili homoiotermne životinje – neki sisavci i rijetke ptice – za vrijeme hladnog dijela godine snižavanjem svoje tjelesne temperature.
Neki sisavci (kao sitnošišmiši) prekidaju spavanje, dok drugi (kao puhovi, ježevi, hrčci, svisci ili tekunice) spavaju gotovo stalno, samo s najviše ponekim vrlo kratkim buđenjem.

## Ponašanje "zimskih spavača" za vrijeme zime
"Zimski spavači" u jesen traže mjesta na kojima će biti zaštićeni od velike hladnoće: traže šuplja stabla, rupe u zemlji i slično, i oblažu ih sijenom, slamom, lišćem, dlakom, vunom i drugim sličnim materijalom. U tako opremljenom skloništu često više jedinki životinja sklupčanih tijela i zatvorenih očiju provodi zimu u stanju štednje energije, odnosno "ukočenosti". Pri tome se njihova tjelesna temperatura snižava sve do niskih 9 °C pa do 1 °C. Sve tjelesne funkcije su u tom stanju značajno usporene i smanjene. Disanje je slabo, otkucaji srca su usporeni, a osjetljivost na vanjske podražaje vrlo mala. Primjerice, svisci za vrijeme zimskog sna snižavaju svoju tjelesnu temperaturu s 39 °C na 7 °C. Broj otkucaja srca snižava se sa 100 u budnom, na samo 2 do 3 u minuti u ovom stanju. Razmaci od jednog do drugog udisaja mogu biti i čitav sat. Otpadni proizvodi crijevnog kanala i jetre skupljaju se za vrijeme zimskog sna u donjem dijelu crijeva i prazne se odmah nakon buđenja. Za vrijeme sna ne jedu, najviše koji put u nekoj pauzi sna. Umjesto toga, troše svoje masne rezerve. Posebno smeđe masno tkivo, koje se nakuplja na ramenima i u području leđa, služi kao dodatni izvor energije, a naročito kad se pri povećanoj vanjskoj temperaturi životinje počnu buditi, što traje više sati. U kasnoj fazi buđenja tijelo se dovodi ponovo na normalnu temperaturu snažnim drhtanjem mišića. Kako se tijelo zagrijava, tako diše sve brže.

## Trajanje zimskog sna
Trajanje zimskog sna je kod pojedinih vrsta životinja različito. Manje životinje, poput miša, voluharice, ježa, puha, šišmiša, ulaze u potpunu hibernaciju, dok veće, poput jazavca ili smeđega medvjeda miruju u dužim ili kraćim razdobljima, ali se za toplijega vremena kreću i hrane. Dok jež spava 3 – 4 mjeseca, neki puhovi spavaju čak 6 – 7 mjeseci. Međutim, to nije neprekidni višemjesečni san bez pauze. San protiče uglavnom u odsjecima, prekidan kratkotrajnim budnim razdobljima. Ali, životinje se ne smiju prečesto buditi. Svako budno razdoblje troši rezerve energije tako da se, ako potroši preveliku količinu tih zaliha, može dogoditi da ih više nema dovoljno za pravo buđenje u proljeće.

## Socijalni zimski san
Neke socijalne životinje koje spavaju zimski san (npr. svizac) i to razdoblje provode u većim grupama. I do dvadeset životinja, u grupama roditelja i njihovog podmlatka, spavaju tijesno priljubljeni jedni uz druge kad zimske temperature padnu vrlo nisko. To povećava izglede za preživljavanje upravo najmlađih životinja koje nisu uspjele prikupiti dovoljnu količinu masnog tkiva. 

## Mogući pokretači zimskog sna
Pokretačem dugotrajnog razdoblja mirovanja tradicionalno su se smatrali vanjski utjecaji, kao pad temperature, ili smanjena količina hrane u jesen. Međutim, prema mišljenju stručnjaka, pored skraćenog trajanja dnevnog svjetla, važnu ulogu igra promjena sastava hormona u tijelu životinja odnosno njihov unutrašnji sat koji je podređen ritmu godišnjih doba, i pokreće zimski san. Razmatran je čak i narkotizirajući utjecaj povećane koncentracije ugljičnog dioksida u životinjskim brlozima.

## Vanjske poveznice
- Zimski san – Hrvatska enciklopedija
- Hibernacija – Proleksis enciklopedija
- Hibernacija – Britannica Online (engl.)